# Il cavaliere della tempesta
Il cavaliere della tempesta (The Storm Rider) è un film del 1957 diretto da Edward Bernds.
È un western statunitense con Scott Brady, Mala Powers e Bill Williams. È basato sul racconto del 1956 Longrider Jones di L.L. Foreman.

## Produzione
Il film, diretto da Edward Bernds su una sceneggiatura dello stesso Bernds e di Don Martin su un soggetto di L.L. Foreman, fu prodotto da Bernard Glasser per la Regal Films (la produzione è accreditata nei titoli come "Brady-Glasser Production") e girato nei Republic Studios nella seconda metà di ottobre del 1956. Il titolo di lavorazione fu The Man from Abilene.

## Distribuzione
Il film fu distribuito con il titolo The Storm Rider negli Stati Uniti nel marzo 1957 al cinema dalla Twentieth Century Fox.
Altre distribuzioni:
- in Austria nel giugno del 1957 (Sturmreiter)
- in Germania Ovest il 16 luglio 1957 (Der Sturmreiter)
- in Svezia il 12 agosto 1957 (Nattens ryttare)
- in Finlandia il 15 novembre 1957 (Yöllinen ratsastaja)
- in Brasile (O Ginete da Tempestade)
- in Grecia (Antipalos me oli tin poli)
- in Italia (Il cavaliere della tempesta)
- negli Stati Uniti (Long Rider Jones)

## Promozione
Le tagline sono:
- CROSSFIRES OF VENGEANCE at CROSSROADS OF EMPIRE!
- GUN-STREAKED VIOLENCE SWEEPS THE SCREEN...to match the fury of a jealous lover!
- STRANGER (Scott Brady)...TROUBLE (Mala Powers)...SHERIFF (Bill Williams)